# 한국여자프로농구 2006 겨울리그
한국여자프로농구 2006 겨울리그는 한국여자프로농구의 열다섯 번째 시즌이다. 2005년 12월 20일부터 2006년 3월 10일까지 6개 연고지에서 진행되었다. 스폰서의 이름을 따서 금호아시아나배 겨울리그라고도 알려져 있다.

## 변경된 점
- 2005 여름리그에서 구리로 연고지를 옮긴 금호생명이 보금자리를 구의동 숙소에서 구리시 체육관옆에 자리한 오피스텔로 옮겼다.
- FA 규정 보완 - 향후 5년차 FA 선수를 보상 FA 선수로, 자유계약선수를 비보상 FA 선수로 명명하여 정의함. 한 팀은 매년 타팀의 FA선수 2명까지 계약할 수 있다.[1]
- WKBL 규약 삽입(선수의 임대) - 구단은 매 시즌 최종 라운드 시작전까지 구단간의 협의하에 선수의 임대계약을 체결할 수 있으며 선수가 원 소속 구단으로 복귀하고자 할때는 최소 1개 시즌이 경과한 후 가능하다.[1]
- 제7구단 창단 관련 - 제7구단 창단(2006년도)에 대비하여 2006 신입선수 2명의 연봉에 해당하는 금액을 한시적으로 샐러리캡에서 제외하기로 합의하였다.[1]
- 24초 룰과 아웃 오브 바운드의 드로우 인, 경기 시간의 정지 등 3개 부분의 규칙이 개정되어 새롭게 적용된다. 새롭게 적용된 24초 룰은 기존에 테크니컬 파울 및 경기지연 상황, 수비팀 선수의 부상으로 인한 경기 중단, 프런트 코트에서 수비자의 파울, 키킹, 부정수비가 발생한 경우 계시기의 시간이 24초로 리셋됐던 방식에서 새롭게 적용되는 룰이다. 새롭게 적용되는 룰은 위의 상황에서 24초 계시기의 잔여시간이 14초 미만인 경우 14초로 리셋되어 경기가 진행되고 14초 이상인 경우 24초가 아닌 잔여시간만 계시하여 경기가 진행되는 방식이다. 또한 아웃 오브 바운드로부터의 드로우 인은 프런트 코트의 엔드라인과 프리드로우 라인 연장선 사이에서 파울이나 바이얼레이션 또는 그 이외의 다른 이유로 경기가 중단된 때에는 엔드라인 밖에서 드로우인으로 경기를 재개한다. 또 기존에 4쿼터 및 연장전 종료 2분전에 경기시간 정지가 적용됐던 기존 룰에서 2쿼터도 추가 적용되어 이번 시즌부터는 2쿼터, 4쿼터 및 연장전 종료 2분전에도 필드골이 성공되는 즉시 경기시간이 정지된다.[2]

## 선수 변화
- 10월 24일, 우리은행 김지현 ⇔ KB 김은경, 김진영 1대2 맞트레이드
- 11월 9일, 우리은행 이종애, 2006년 신입 전체8순위 고아라 ⇔ 금호생명 2006년 신입 전체2순위 이경은, 전체11순위 염윤아 2대2 맞트레이드

### 은퇴
| 날짜     | 선수   | 소속팀           |
| -------- | ------ | ---------------- |
| 11월 1일 | 최위정 | 천안 KB 세이버스 |

## 정규 리그
정규리그는 2005년 12월 20일 개막하였으며, 2006년 2월 21일까지 진행되었다. 춘천 우리은행 한새가 정규리그 우승을 차지했다.
| 순위 | 팀                     | 경기 | 승 | 패 | 승차 | 참가 자격 및 강등 |
| ---- | ---------------------- | ---- | -- | -- | ---- | ----------------- |
| 1    | 춘천 우리은행 한새     | 20   | 15 | 5  | —    | 플레이오프 진출   |
| 2    | 안산 신한은행 에스버드 | 20   | 14 | 6  | 1    | 플레이오프 진출   |
| 3    | 용인 삼성생명 비추미   | 20   | 10 | 10 | 5    | 플레이오프 진출   |
| 4    | 구리 금호생명 펠컨스   | 20   | 9  | 11 | 6    | 플레이오프 진출   |
| 5    | 천안 KB 세이버스       | 20   | 8  | 12 | 7    |                   |
| 6    | 부천 신세계 쿨캣       | 20   | 4  | 16 | 11   |                   |